# Хейдар-Али Камали
Хейдар-Али Камали (перс.  حیدرعلی کمالی‎), также известный как Хейдар-Али Хан Камали (перс.  حیدرعلی خان کمالی‎) — иранский журналист, писатель, поэт и политик. Депутат Национального консультативного Меджлиса десятого созыва. 1871 год, Эберку, Персия — 1949 год, Тегеран, Иран.

## Биография
Хейдар-Али Камали родился в 1871 году в Эберку, Йезд. Ему было всего три года, когда его семья переехала в Исфахан. Будучи очень трудолюбивым юношей, он брался за любую работу и даже освоил ремесло отца — изготовление изделий из хрусталя. В возрасте 23 лет он приступил к изучению культурологи, параллельно обучаясь искусству написания поэзии в Литературном обществе Исфахана.
Тогда же началась череда неудач в жизни поэта: нежеланный брак, финансовые трудности и экзистенциальный кризис. В конце концов, он решил оставить семью и переехал в Тегеран, где вступил в общество конституционалистов. Именно тогда он начал активно публиковаться: его стихи, своеобразный гимн против авторитарности власти, пользовались огромной популярностью среди сторонников революции. В 1911 году Камали стал главным редактором газеты «Бой» (перс.  پیکار‎ — Peykār), главного печатного органа социал-демократической партии Персии. Однако буквально через несколько выпусков публикация газеты была остановлена Насер оль-Мольком, заместителем Султана Ахмад-Шаха Каджара.
В 1925 году Султан-Ахмад Шах был изгнан и к власти в стране пришла династия Пехлеви. Камали стал депутатом Национального консультативного Меджлиса, главного законодательного органа Ирана с 1906 по 1979 год. Камали участвовал в Меджлисе десятого созыва (5 июня 1935 года — 12 июня 1937 года).
Главными произведениями Камали считаются роман «Претеснения Теркан Хатун» (перс.  مظالم ترکان خاتون‎) Mazālem-e Tarkān Khātun 1928 года выпуска — один из первых исторических романов Ирана, а также «историческая сказка» «Лазика» (перс.  لازیکا‎). Литературный критик Абдельхоссейн Зарринкуб называл Камали лучшим из исторических романистов Ирана, ставя его работы даже выше, чем произведения Мохаммад Бакера Мирзы Хосрави и Мусы Насри Хамадани.

Хейдар-Али Камали скончался в Тегеране в возрасте 78 лет.